# Megascolides australis
Megascolides australis (лат.) — вид малощетинковых червей семейства Megascolecidae, распространённый в Австралии. Был обнаружен в 1878 году Фредериком Маккоем в Гипсленде в штате Виктория. Червь достигает в длину от 80 см до 3 м.
Вид является эндемиком области вокруг реки Басс на юге Гипсленда. Площадь ареала составляет 40 000 га, образуя треугольник между населёнными пунктами Loch, Korumburra и Warragul. Черви очень редко появляются на поверхности земли. Они обитают во влажной почве на расстоянии 40 метров от берега реки. Местами встречаются очень часто, до 10 особей на 1 кубический метр почвы.
Черви питаются корнями и растительным детритом. При опасности укрываются в норах, уходящих в глубину на 1—2,3 метра. Жилые туннели часто содержатся во влажном состоянии. Присутствие червей можно определить по характерному шуму, который возникает, когда черви возвращаются в свои жилища. Megascolides australis — червь-долгожитель с относительно медленным онтогенезом. Исследования показали, что половая зрелость червей наступает на пятый год. По этой причине черви не всегда могут быстро приспособиться к изменениям в окружающей среде.
Черви являются гермафродитами, однако для размножения им нужен партнёр. Янтарного цвета кокон с яйцом длиной от 5 до 9 см червь откладывает в прилегающих к туннелю камерах, на глубине примерно 22 см от поверхности земли. Из каждого кокона примерно через 12 месяцев на свет появляется лишь один червячок.